# Marault
Marault est une ancienne commune française du département de la Haute-Marne en région Grand Est. Elle est associée à la commune de Bologne depuis 1973.

## Photographies

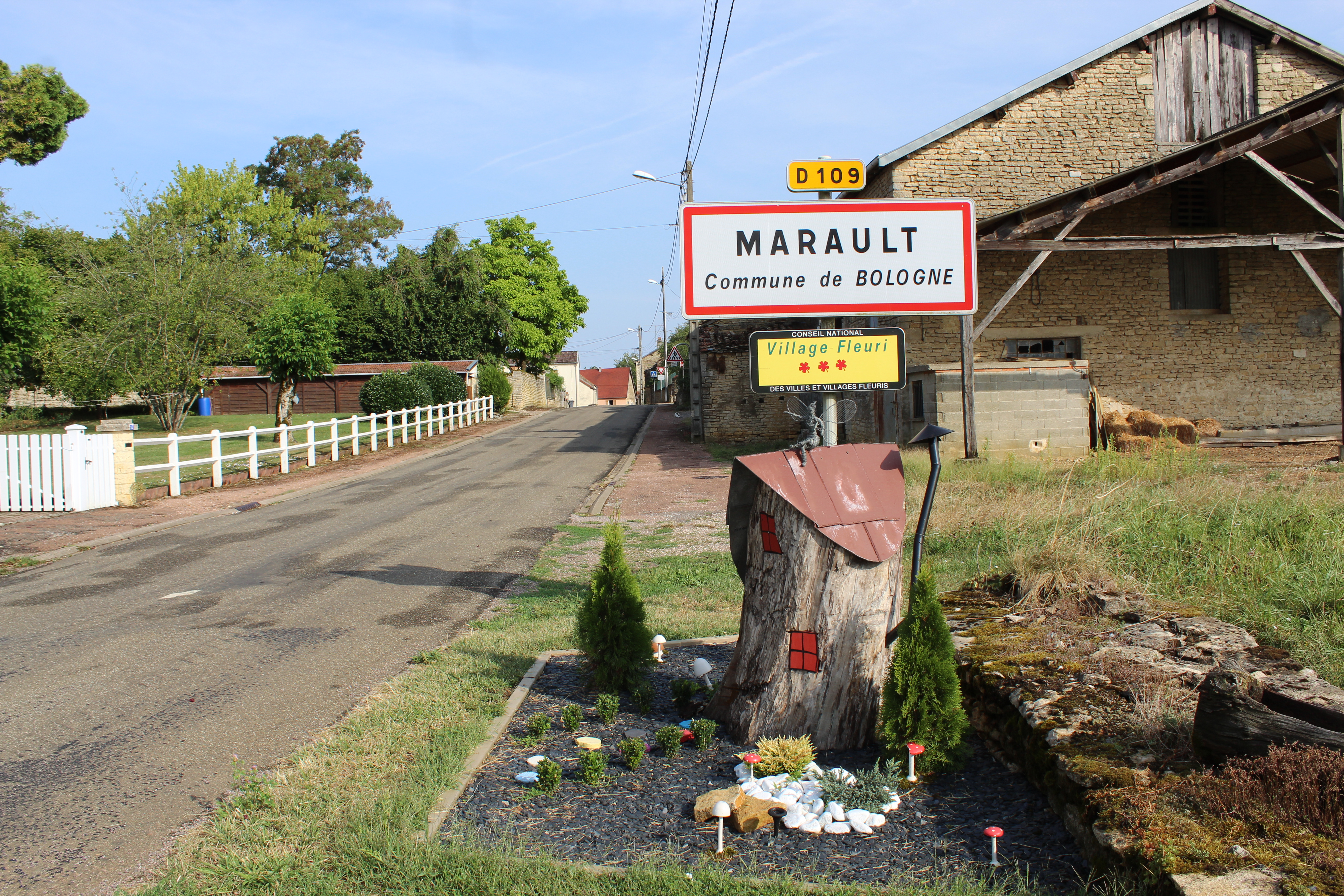
Entrée du village.
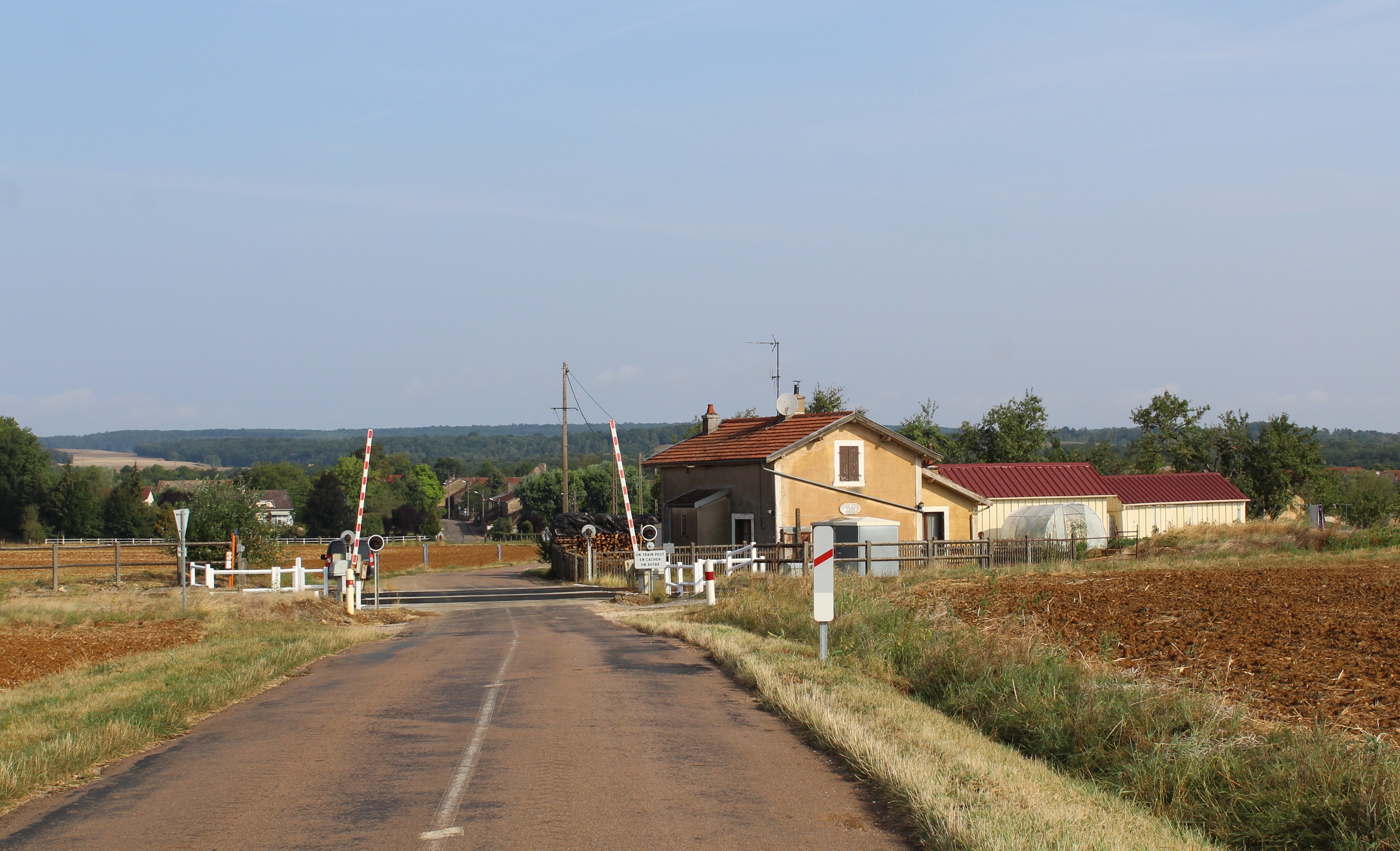
Le passage à niveau de la ligne de Paris-Est à Mulhouse-Ville.

## Histoire
En 1789, ce village dépend de la province de Champagne dans le bailliage et la prévôté de Chaumont.
Le 1er février 1973, la commune de Marault est rattachée à celle de Bologne sous le régime de la fusion-association.

## Politique et administration
| Période                                  | Période | Identité        | Étiquette | Qualité    |
| ---------------------------------------- | ------- | --------------- | --------- | ---------- |
| 1965                                     |         | Pierre Chausset | PC        | professeur |
| Les données manquantes sont à compléter. |         |                 |           |            |

| Période                                  | Période | Identité               | Étiquette | Qualité |
| ---------------------------------------- | ------- | ---------------------- | --------- | ------- |
|                                          |         | Colette Mercier        |           |         |
|                                          |         | Jean-François Lamontre |           |         |
| Les données manquantes sont à compléter. |         |                        |           |         |

## Démographie
| 1793 | 1800 | 1806 | 1821 | 1831 | 1836 | 1841 | 1846 | 1851 |
| ---- | ---- | ---- | ---- | ---- | ---- | ---- | ---- | ---- |
| 417  | 391  | 430  | 440  | 504  | 556  | 572  | 555  | 566  |

| 1856 | 1861 | 1866 | 1872 | 1876 | 1881 | 1886 | 1891 | 1896 |
| ---- | ---- | ---- | ---- | ---- | ---- | ---- | ---- | ---- |
| 491  | 486  | 542  | 467  | 472  | 437  | 441  | 409  | 414  |

| 1901 | 1906 | 1911 | 1921 | 1926 | 1931 | 1936 | 1946 | 1954 |
| ---- | ---- | ---- | ---- | ---- | ---- | ---- | ---- | ---- |
| 409  | 442  | 413  | 408  | 429  | 432  | 396  | 451  | 443  |

| 1962 | 1968 | - | - | - | - | - | - | - |
| ---- | ---- | - | - | - | - | - | - | - |
| 438  | 398  | - | - | - | - | - | - | - |

## Lieux et monuments

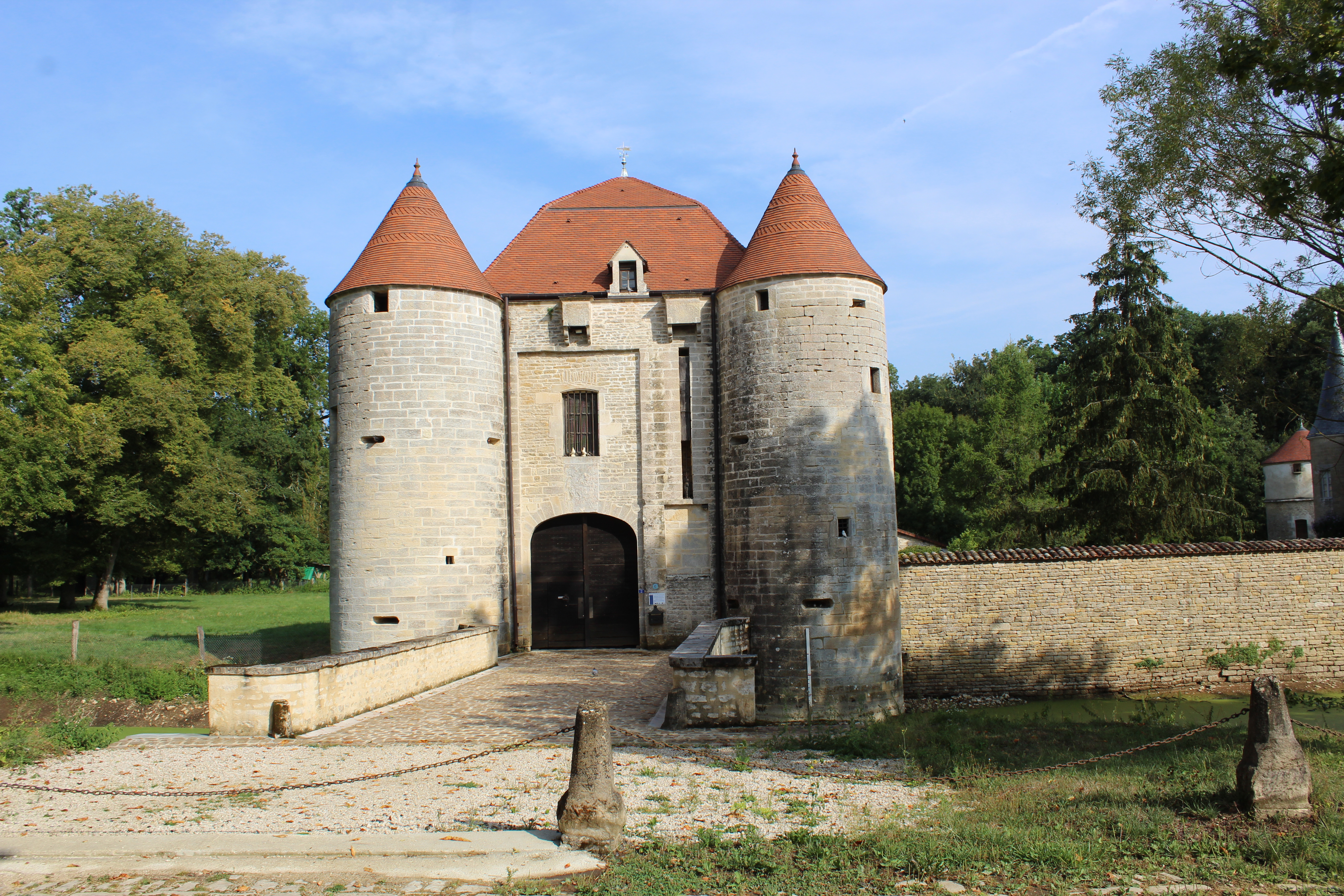
Le château.
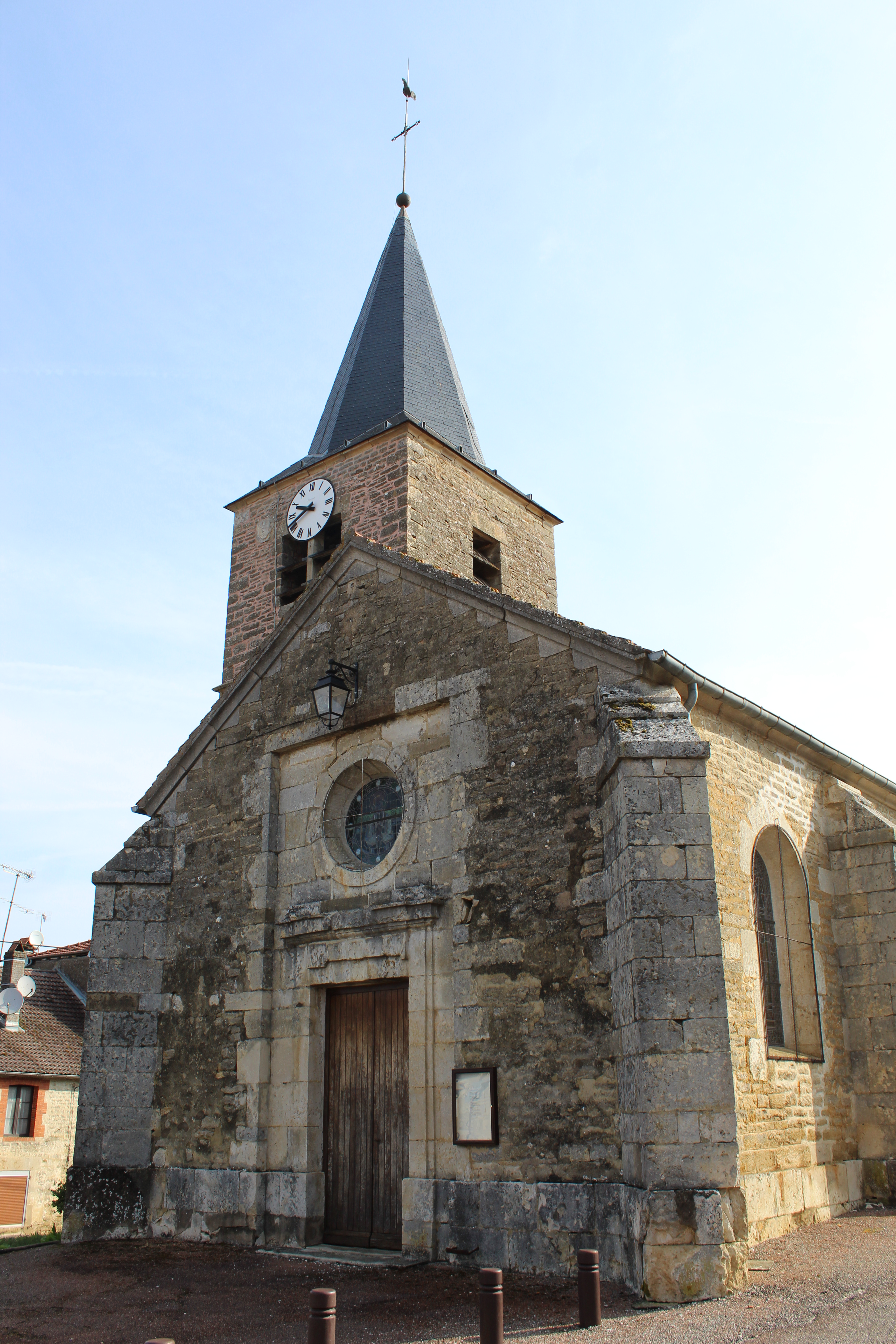
L'église Saint-Médard.
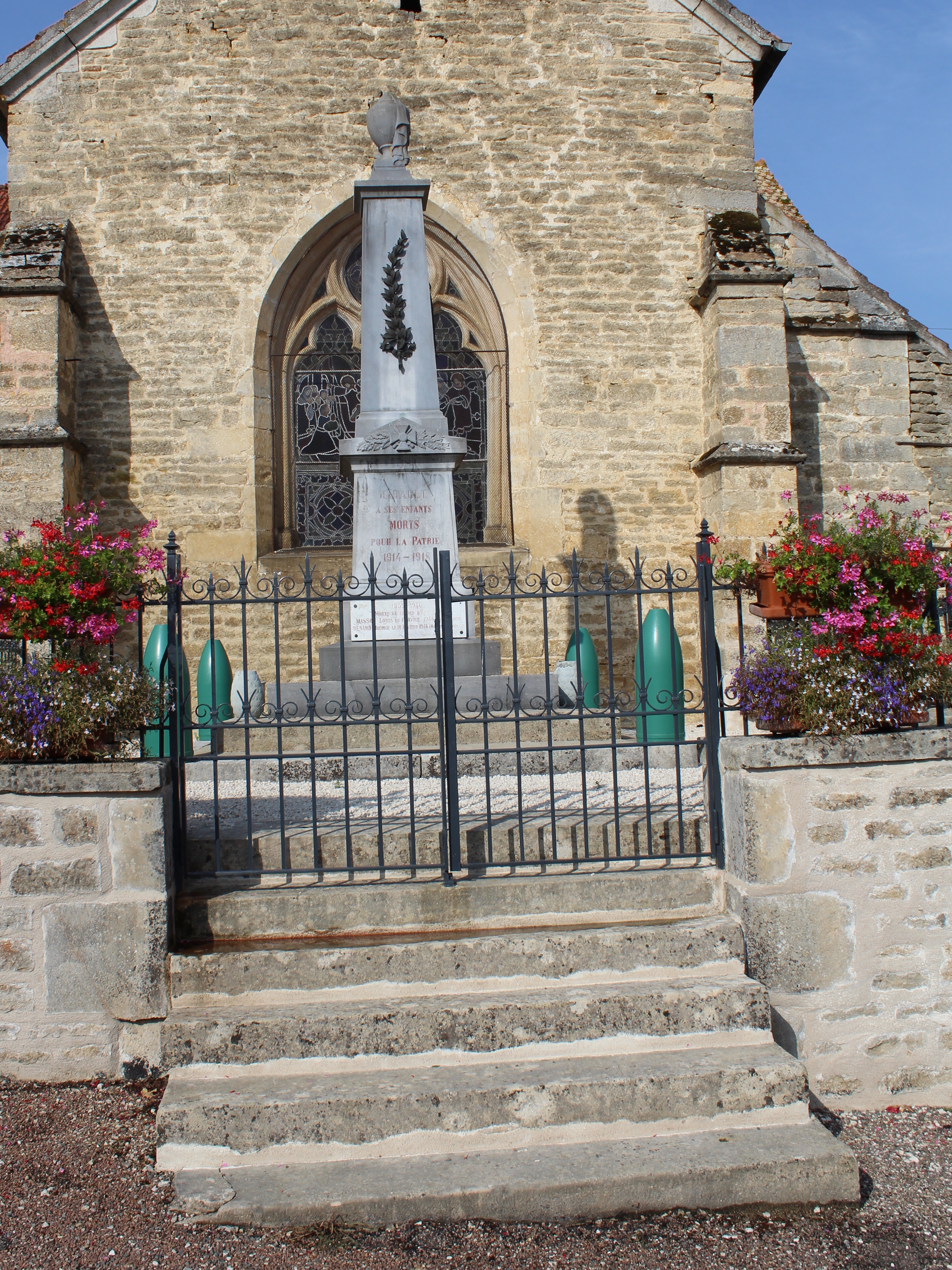
Le monument aux morts.
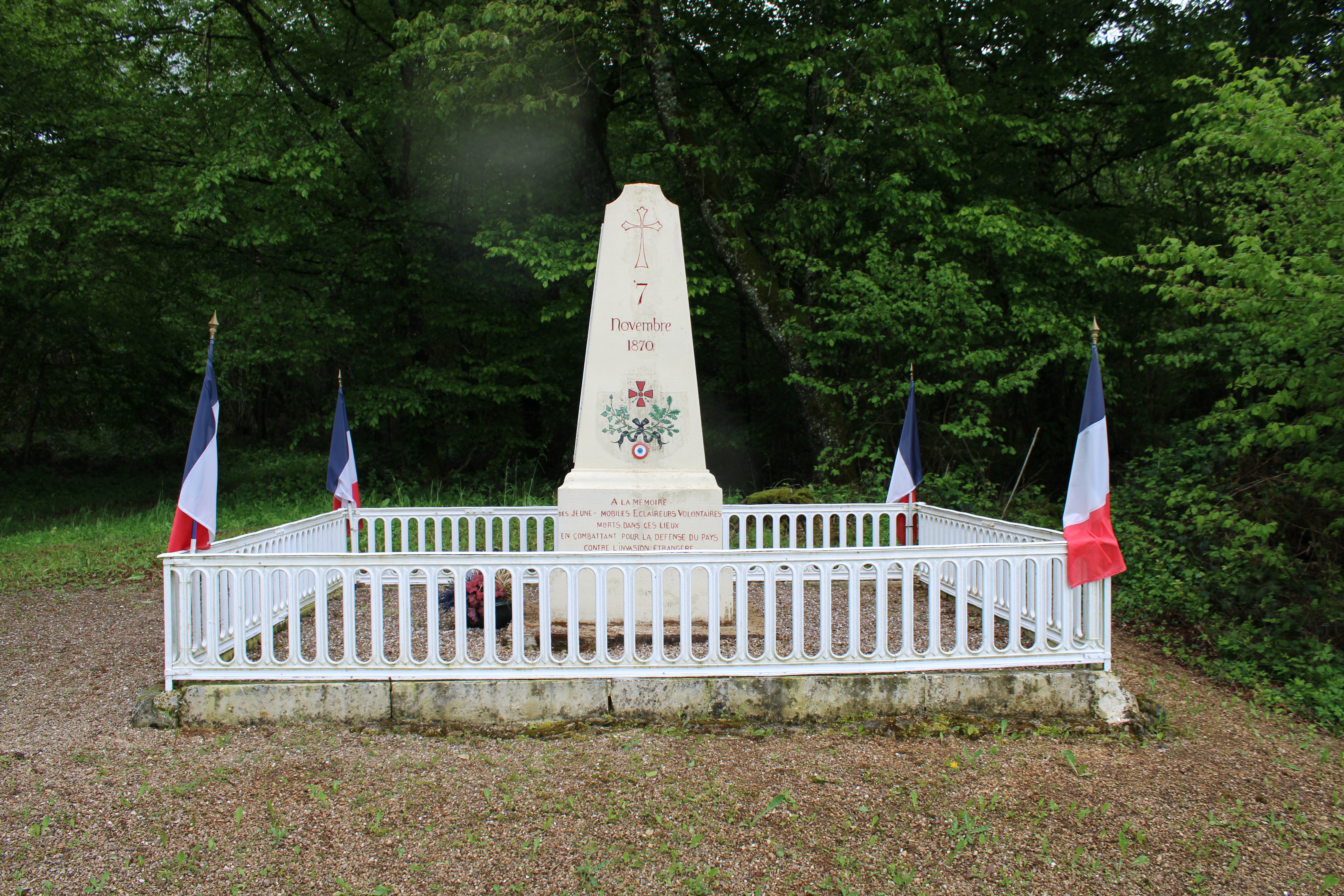
Guerre 1870-1871, monument aux victimes du 7 novembre 1870.
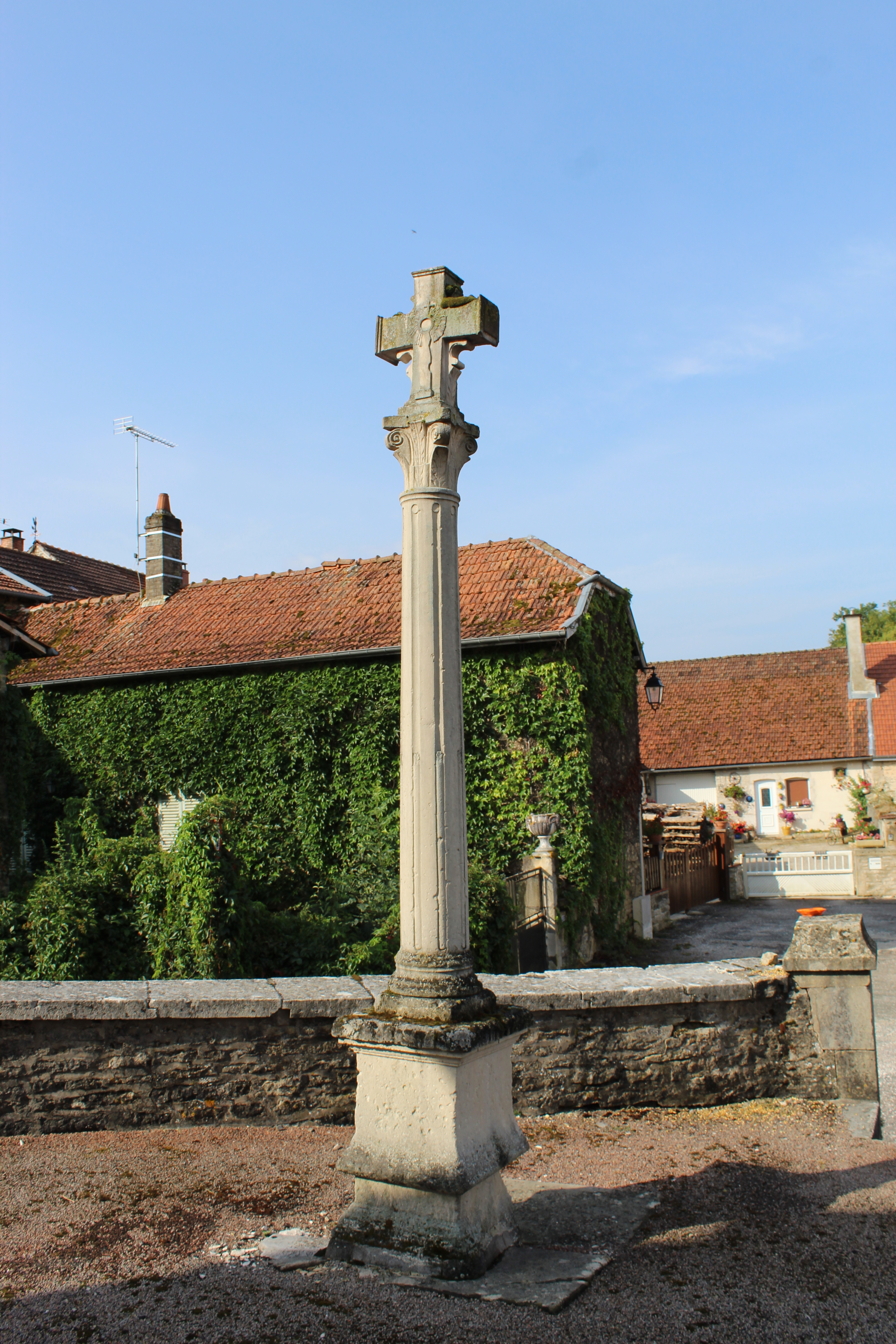
Calvaire près de l'église.

## Héraldique
| Blason de Marault | Blason  | De gueules à la bande d’or chargée d’une tête de maure de sable bandée d’argent posée à plomb, accompagnée de deux huchets contournés aussi d’argent. |
| Blason de Marault | Détails | |